# Boophis solomaso
A Boophis solomaso a kétéltűek (Amphibia) osztályába, a békák (Anura) rendjébe és az aranybékafélék (Mantellidae) családjába tartozó faj.

## Előfordulása
Madagaszkár endemikus faja.  A sziget keleti részén, az Atsinanana erdőségben honos 850 m-es tengerszint feletti magasságban, érintetlen esőerdőkben.

## Megjelenése
Apró méretű békafaj. A hímek hossza 20-22 mm, a nőstényeké ismeretlen. Háta zöld színű, szórványosan barna pettyekkel tarkítva. Szemei felett világos szegélyű barna mintázat, melyet barna sáv köt össze.

## Nevének eredete
Nevét a malgas nyelv solomaso szavából kapta, ami szemüveget jelent. Ez a szemeit összekötő, a fajra jellemző barna sávra utal.

## Természetvédelmi helyzete
A faj a jelenlegi információk szerint nem természetvédelmi területen él. Fő veszélyt élőhelyének elvesztése jelenti a mezőgazdasági tevékenység, a fakitermelés, szénégetés, legeltetés és területének töredezettsége, valamint az invázív eukaliptusz terjedése következtében.